# Соната для скрипки № 7 (Бетховен)
Соната для скрипки № 7 до минор Людвига ван Бетховена, вторая из его соч. 30, была сочинена между 1801 и 1802 годами. Опубликована в мае 1803 года и посвящена российскому царю Александру I. У неё следующие четыре части: 
1. Allegro con brio (до минор)
2. Adagio cantabile (ля-бемоль мажор)
3. Scherzo: Allegro (до мажор)
4. Finale: Allegro; Presto (до минор)

Первая часть сонаты открытия работы - впервые из всех первых частей сонат Бетховена не повторяет экспозицию. Разработка содержит тему, не найденную в экспозиции (это происходило и в более ранних композициях, таких как четвертая соната для скрипки). В среднем исполнение всего произведения занимает около 26 минут. 
Вторая часть была первоначально набросана в соль мажоре, до того как принять свою нынешнюю форму.
По словам Антона Шиндлера (печально известного как  ненадежного партнер и биограф Бетховена), позднее Людвиг Ван Бетховен сожалел о третьей части. Шиндлер писал: «Он определенно хотел удалить Scherzo allegro… из-за его несовместимости с характером произведения в целом». 
Автограф сонаты был найден в коллекции, созданной Х.К. Бодмером в Цюрихе, и обнаружен в середине 20-го века.